# Gerald Messlender
Gerald Messlender (1 de outubro de 1961 – 20 de junho de 2019) foi um ex-futebolista austríaco. Ele competiu na Copa do Mundo FIFA de 1982, sediada na Espanha, na qual a seleção de seu país terminou na oitava colocação dentre os 24 participantes.